# Jacques Duclaux
Jacques Eugène Duclaux (* 14. Mai 1877; † 13. Juli 1978) war ein französischer Biochemiker und Chemiker (Physikalische Chemie). 

## Leben
Duclaux besuchte wie sein Vater Émile Duclaux das Lycée Louis-le-Grand und die École normale supérieure (ENS), nachdem er den ersten Preis in Physik beim landesweiten Concours Generale für die Plätze an den Elitehochschulen gewann. 1898 erhielt er die Agrégation in Physik. Danach war er 1902 bis 1904 mit einem Stipendium der Stiftung von Albert Kahn auf Weltreise (besonders in Südamerika) und wurde nach der Rückkehr 1904 in Paris über Kolloide promoviert. Danach war er Präparator für physiologische Chemie an der ENS.  Im Ersten Weltkrieg forschte er als Leutnant über Giftgas und erhielt das Croix de Guerre. Danach war er wieder am Labor für Physiologische Chemie der ENS, dessen Direktor er 1930 wurde. Außerdem arbeitete er am Institut Pasteur, wo er ebenfalls Leiter eines Labors wurde, und war 1924 bis 1930 im Rat des Solvay Instituts. 1929 wurde er Laborleiter am neu gegründeten Institut de biologie physico-chimique (IBPC) und 1931 bis 1948 war er Professor für Biologie am Collège de France.
Er war Offizier der Ehrenlegion und ab 1939 Mitglied der Académie des sciences. Er war zweimal verheiratet, in erster Ehe mit der Ärztin und Radiologin Germaine Appell (Tochter des Mathematikers Paul Appell), die ebenfalls Ritter der Ehrenlegion wurde, und in zweiter Ehe mit der aus Deutschland stammenden Chemikerin Alma Dobry.
1977 erhielt er die Lavoisier-Medaille. Er gründete die Société de chimie-physique.

## Schriften
- La Chimie de la matière vivante, Félix Alcan, 1910
- Les Colloïdes, Gauthier-Villars, 1919; quatre rééditions.
- Leçons de chimie physique appliquée à la biologie professées au Collège de France par J. Duclaux, Paris, Hermann & Cie, 1934–1937.
- L'Homme devant l'univers, Flammarion, 1949.
- Chimie populaire à l'usage des curieux, Paris, Gauthier Villars, 1952.
- Colloïdes et gels, 1953.
- La Science de l'incertitude, Paris, Flammarion, 1959.
- Du chaos à l'homme, Paris, Albin Michel, 1969